# 國家實驗研究院
國家實驗研究院（簡稱國研院、國實院、NIAR、NARLabs）是中華民國一個以科學研究為目的之公設財團法人機構，主管機關為國科會，主要目的為統合、協調各國家實驗室之運作，以因應科技發展及國家未來科技研究之需求。
國研院大致是沿著工業技術研究院（工研院）的模式成立，但國研院由國科會設立，工研院則是由經濟部設立；其他類似的國研究機構還有國家衛生研究院由衛生福利部設立；國防安全研究院及國家中山科學研究院由國防部監督；國家海洋研究院則由海委會設立。

## 歷史

國家實驗研究院舊院徽（2003年－2013年）

- 1998年12月10日，行政院核定《財團法人國家實驗研究院設置條例》草案。
- 2002年，5月24日立法院三讀通過《財團法人國家實驗研究院設置條例》，6月19日總統令公布《財團法人國家實驗研究院設置條例》，9月20日行政院核定《財團法人國家實驗研究院設置要點》，10月29日行政院核定《財團法人國家實驗研究院籌備及改制作業計畫》。12月12日召開「第一次籌備委員會議」。
- 2003年，1月1日成立「財團法人國家實驗研究院籌備處」，3月14日完成遴聘董事長魏哲和、董事17人、監事3人，4月8日召開「董、監事會聯席籌備會議」，選舉產生常務董事5人，5月15日完成法人登記。[4]，5月29日聘任李羅權為首位院長，6月2日「財團法人國家實驗研究院」正式掛牌運作。[4]
- 2004年4月12日，第一屆董監事第二次聯席會通過院本部各室主任任命案、國家地震工程研究中心主任、國家晶片系統設計中心主任任命案。7月13日，第一屆董事會第四次會議通過國家太空計畫室主任、國家奈米元件實驗室主任任命案。
- 2005年1月6日，國科會精密儀器發展中心與科學技術資料中心併入國研院。3月18日，國家太空計畫室改名「國家太空中心」、精密儀器發展中心改名「儀器科技研究中心」、科學技術資料中心改名「科技政策研究與資訊中心」。7月22日，通過國家實驗動物中心主任任命案。12月9日，成立「國家海洋科技研究中心籌備處」。12月26日，協助民主太平洋聯盟籌備的太平洋災害防治中心揭牌成立。
- 2006年2月24日，成立「海洋科技研究中心籌備處」。10月26日，儀器科技研究中心與美國威斯康辛大學麥迪遜分校高分子工程中心（Polymer Engineering Center）簽訂《超精密加工光學模組製造技術合作協議》。11月12日至25日，科技政策研究與資訊中心與韓國科學技術計畫評價院（Korea Institute of Science and Technology Evaluation and Planning, KISTEP）進行人員互訪。
- 2007年1月29日，國家奈米元件實驗室與國立成功大學簽訂《奈米能源及太陽能電池研究合作計畫合約書》。1月30日，儀器科技研究中心與中央研究院物理研究所簽訂《學術合作研究計畫同意書》。5月21日，國家高速網路與計算中心、國立清華大學腦科學研究中心、美國冷泉港實驗室共同簽署合作協議。7月中，國家奈米元件實驗室與巴黎-薩克雷高等師範學校（École Normale Supérieure de Cachan）簽署合作協議。8月9日，國家地震工程研究中心與臺北翡翠水庫管理局簽訂《大壩安全監測研究合作協議》。8月15日，儀器科技研究中心與國立虎尾科技大學簽訂《在地型產業加值學界科專計畫合作意願書》。8月30日，國家實驗動物中心與美國喬治城大學醫學院簽訂三年合作協議。9月3日，國家災害防救科技中心與日本即時地震情報利用協議會（リアルタイム地震情報利用協議会）簽訂《台日雙方交流合作備忘錄》。9月28日，國家太空中心與車輛研究測試中心簽訂合作協議。11月28日，國研院與美國史丹福大學簽訂《醫療器材產品設計人才培訓計畫合作協議》。
- 2008年1月1日，儀器科技研究中心與印度韋洛爾理工大學（Vellore Institute of Technology）簽訂合作備忘錄。7月29日，國家太空中心與國立台灣師範大學簽訂建教合作備忘錄。9月5日，國家高速網路與計算中心與南非共和國高速電腦中心（Center for High-Performance Computing, CHPC）簽訂合作備忘錄。9月10日，海洋科技研究中心籌備處改組為台灣海洋科技研究中心。10月27日，台灣檢驗科技公司（SGS Taiwan Ltd.）授予國研院《ISO 9001品質認證證書》與《ISO 27001資訊安全認證證書》。
- 2011年4月19日，成立台灣颱風洪水研究中心。
- 2014年5月6日，國家災害防救科技中心改制為科技部（現國科會）下的行政法人機構。
- 2019年1月30日，由國家晶片系統設計中心與國家奈米元件實驗室合併成立台灣半導體研究中心。[5]
- 2023年1月，國研院資安卓越中心併入行政法人國家資通安全研究院。
- 2023年1月1日，國家太空中心從國研院分拆為獨立機構。
- 2025年，英文名稱更名為「National Institutes of Applied Research」，同時調整旗下研究中心名稱，國家實驗動物中心更名為國家生物模式中心，英文名稱變更為「National Center for Biomodels」（簡稱「NCB」）；台灣儀器科技研究中心更名為國家儀器科技研究中心，英文名稱變更為「National Center for Instrumentation Research」（簡稱「NCIR」）。[6]

## 組織架構
院本部設有：
- 董事會
- 監事會
- 董事長（國科會主任委員兼任）
  - 院長
    - 副院長
    - 策略企劃室
    - 營運推廣室
    - 人力資源室
    - 行政管理室
    - 財務會計室
    - 稽核室
    - 國際事務室
    - 資訊服務室

擁有的國家實驗室，分別為：
- 國家生物模式中心
- 國家地震工程研究中心
- 國家高速網路與計算中心
- 台灣半導體研究中心
- 國家儀器科技研究中心
- 科技政策研究與資訊中心
- 台灣海洋科技研究中心

各中心另設有「諮詢委員會」。

## 歷任院長
- 李羅權：第1任，2003年-2006年
- 莊哲男：第2任，2006年9月1日-2009年
- 陳文華：第3任，2009年5月1日-2012年
- 陳良基：第4任，2012年-2013年
- 羅清華：第5任，2013年-2016年9月9日
- 王永和：第6、7任，2016年10月17日-2020年5月31日
- 吳光鐘：（代理），2020年6月1日－2020年7月31日
- 吳光鐘：第8任，2020年8月1日-2021年11月30日
- 林博文：（代理），2021年12月1日-2022年5月31日
- 林法正：第9任，2022年6月1日-2024年5月20日、2024年5月21日-2024年8月19日（代理）
- 蔡宏營：第10任，2024年8月20日

## 主要出版品
- 《國研科技》（NARL Quarterly）：季刊，國研院發行，一年出版四期。
- 《奈米通訊》（Nano Communications）：國家奈米元件實驗室發行。
- 《國家實驗動物中心年報》：國家實驗動物中心發行，一年出版一期。
- 《國家地震工程研究中心簡訊》：國家地震工程研究中心發行。
- 《國家高速網路與計算中心年報》（NCHC Annual Report）：國家高速網路與計算中心發行，一年發行一本。
- 《國家實驗研究院年報》（NARL Annual Report）：簡稱《國研院年報》，一年發行一本，有中文版與英文版。
- 《國家晶片系統設計中心電子報》（CICeNews）：國家晶片系統設計中心發行。
- 《科儀新知》（Instruments Today）：雙月刊，儀器科技研究中心發行。
- 《儀科中心簡訊》（ITRC Newsletter）：儀器科技研究中心發行。
- 《儀科中心年報》：儀器科技研究中心發行，一年發行一本。
- 《災害防救電子報》：國家災害防救科技中心發行。
- 《台灣科學技術年鑑》（Science and Technology Yearbook）：1983年創刊，一年發行一本。1983年至2004年由國科會編纂。2005年，國研院承接編纂之任務。
- 《科技台灣新國力》（Scientific Taiwan）：科普電視節目，賴義雄主持，國科會指導，民間全民電視公司製作，國研院監製、發行。民視新聞台每星期日22:30～23:00首播，首播期間為2006年6月18日至2006年12月17日；民視無線台每星期日10:00～10:30重播，重播期間為2006年6月25日至2006年12月24日。

## 學術交流

### 北部
- 國立臺灣大學
- 國立臺灣科技大學
- 國立清華大學

### 中部
- 國立彰化師範大學

### 南部
- 國立成功大學

## 外部連結
- 國家實驗研究院（页面存档备份，存于）（繁體中文）（英文）
- 國家實驗研究院的Facebook專頁
- 國家實驗研究院的Instagram帳戶
- YouTube上的國家實驗研究院頻道
- 國家實驗動物中心 （页面存档备份，存于）
- 國家地震工程研究中心 （页面存档备份，存于）
- 國家太空中心（页面存档备份，存于）
- 國家高速網路與計算中心（页面存档备份，存于）
- 台灣半導體研究中心 （页面存档备份，存于）
- 台灣儀器科技研究中心 （页面存档备份，存于）
- 科技政策研究與資訊中心 （页面存档备份，存于）
- 台灣海洋科技研究中心 （页面存档备份，存于）